# Open 13 2010
Open 13 2010 — тенісний турнір, що проходив на кортах з твердим покриттям у місті Марсель, Франція з 15 лютого . Належав до категорії ATP World Tour 250.

## Фінальна частина

### Одиночний розряд
Мікаель Льодра —  Жульєн Беннето 6–3, 6–4

### Парний розряд
Жульєн Беннето /  Мікаель Льодра —  Юліан Ноул /  Роберт Ліндстедт 6–4, 6–3